# Родгау
Родгау (нем. Rodgau) — город в Германии, в земле Гессен. Подчиняется административному округу Дармштадт. Входит в состав района Оффенбах. Население составляет 43283 человека (на 31 декабря 2010 года). Занимает площадь 65,04 км². Официальный код — 06 4 38 011.
Город подразделяется на 5 городских районов.

## Галерея

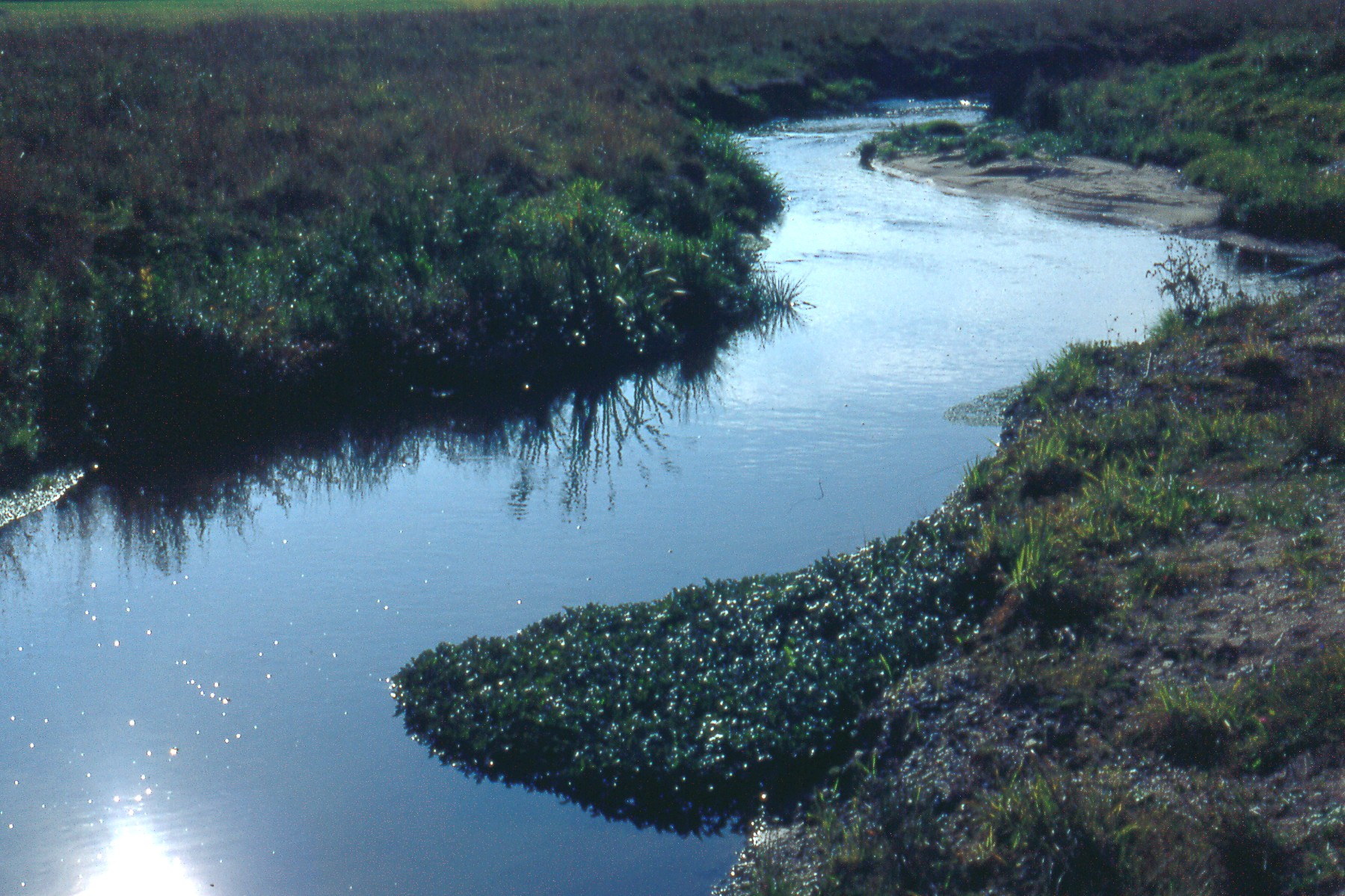
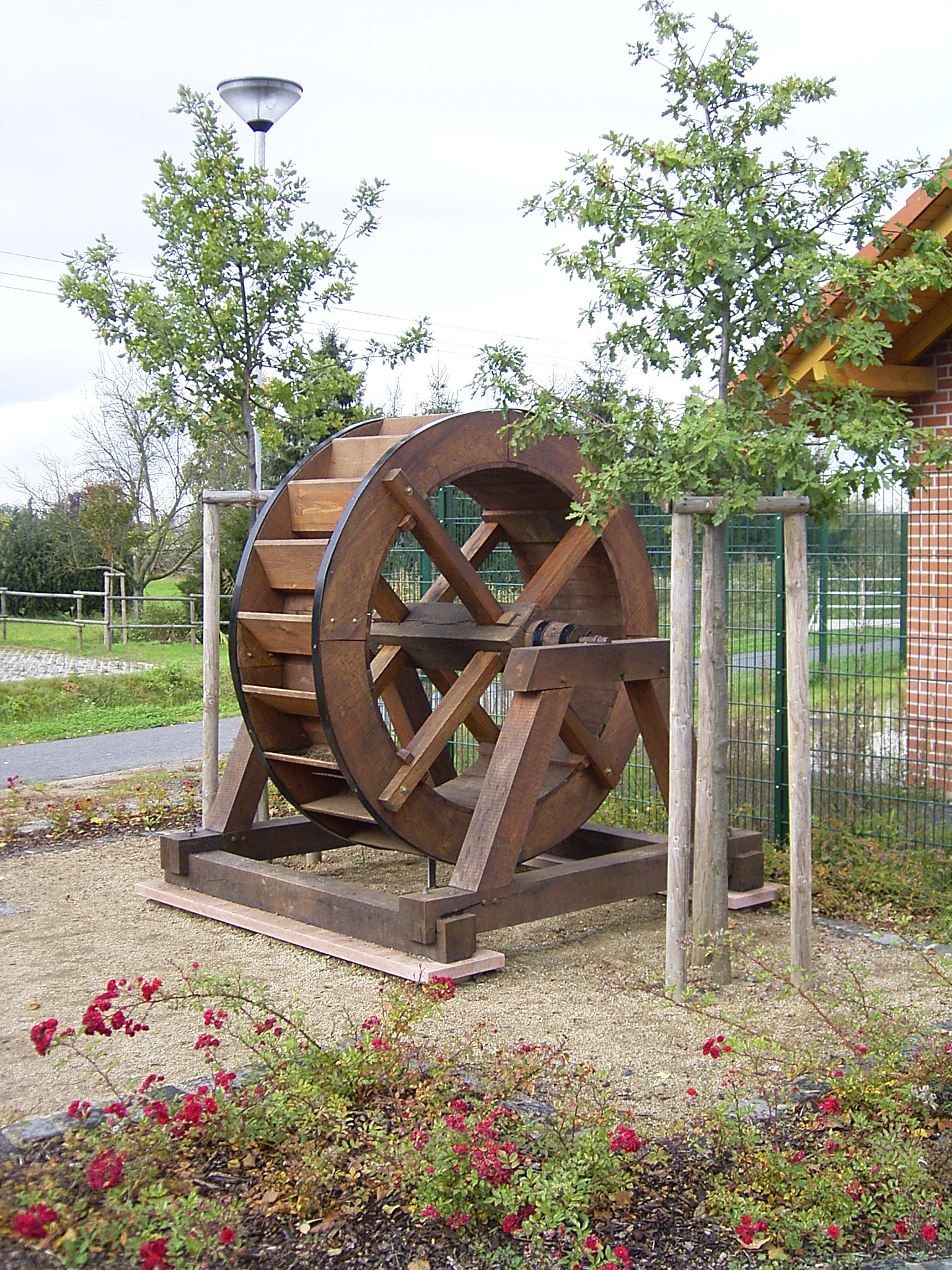
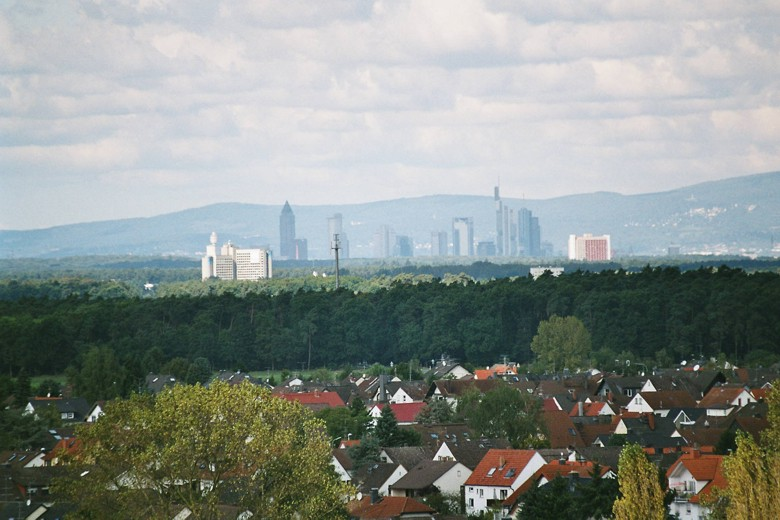
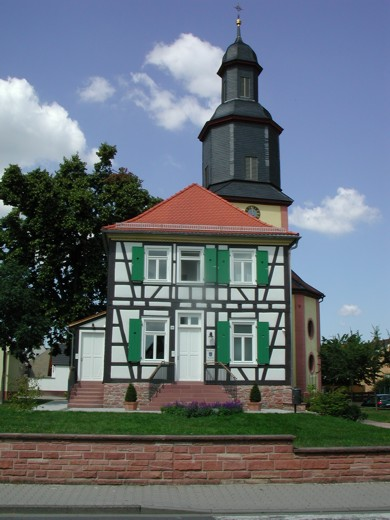
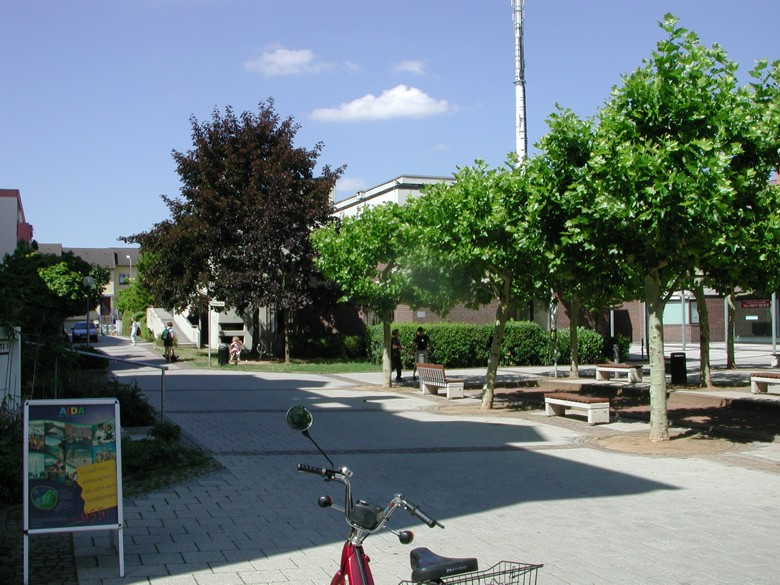
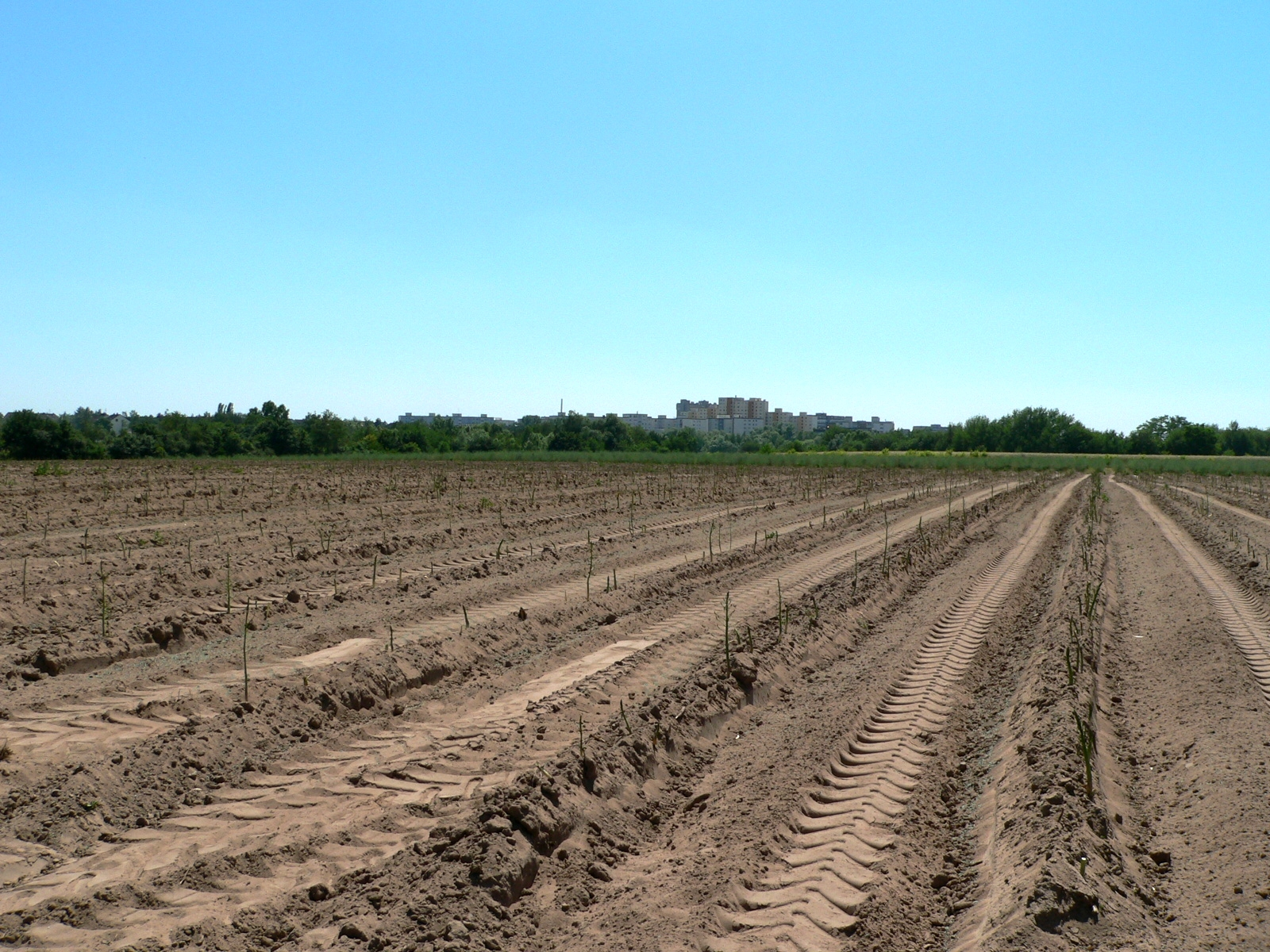
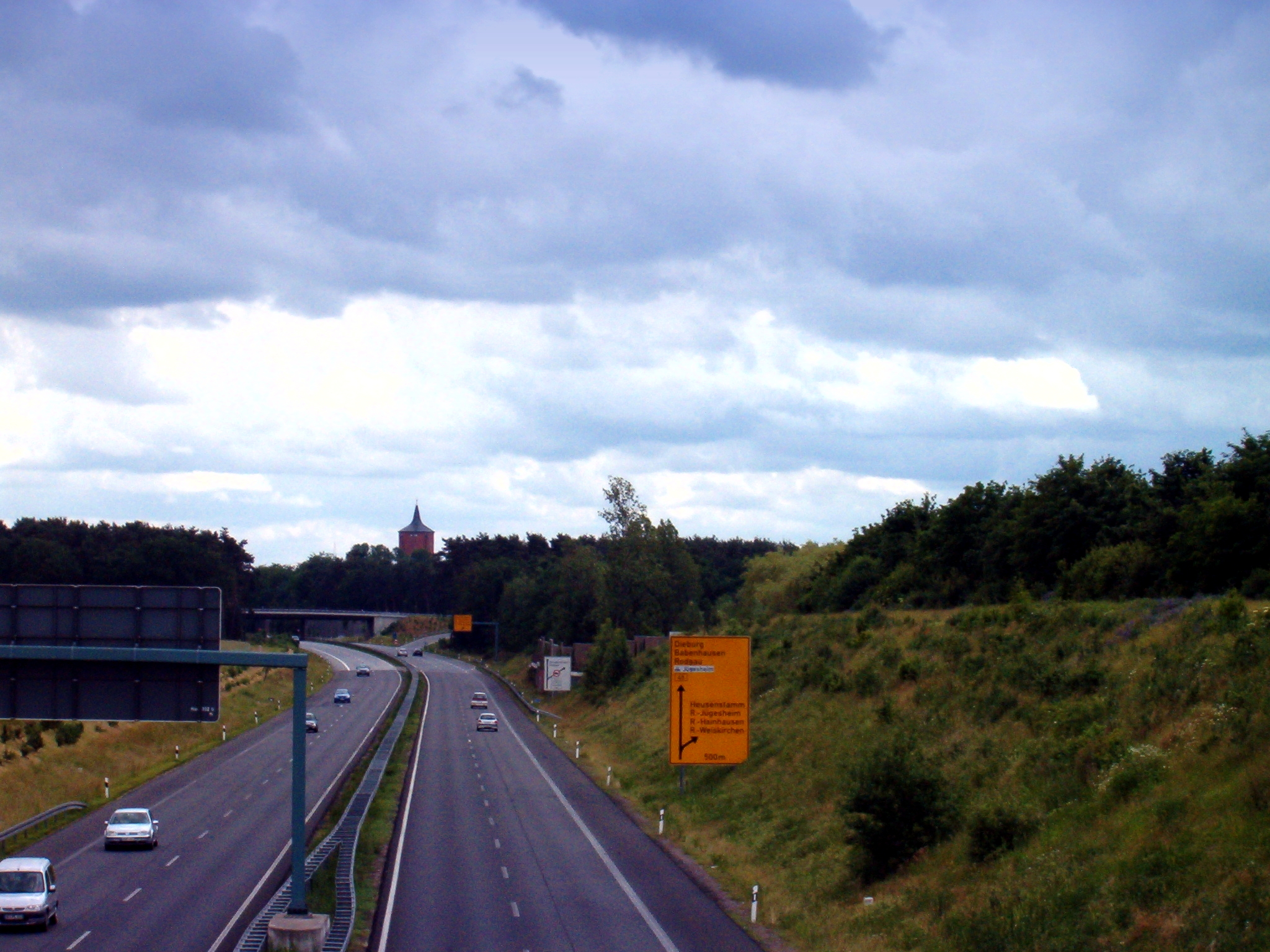
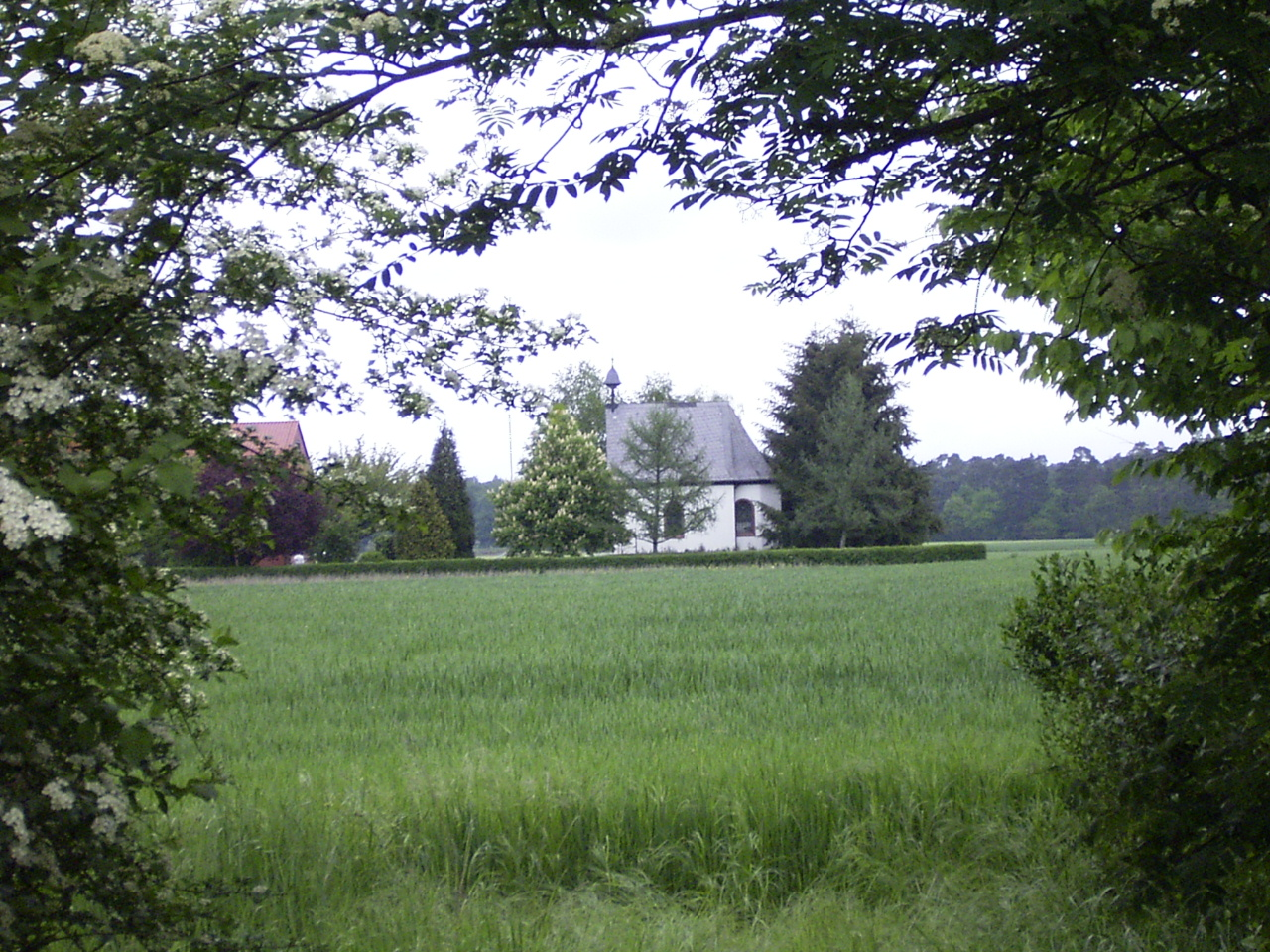
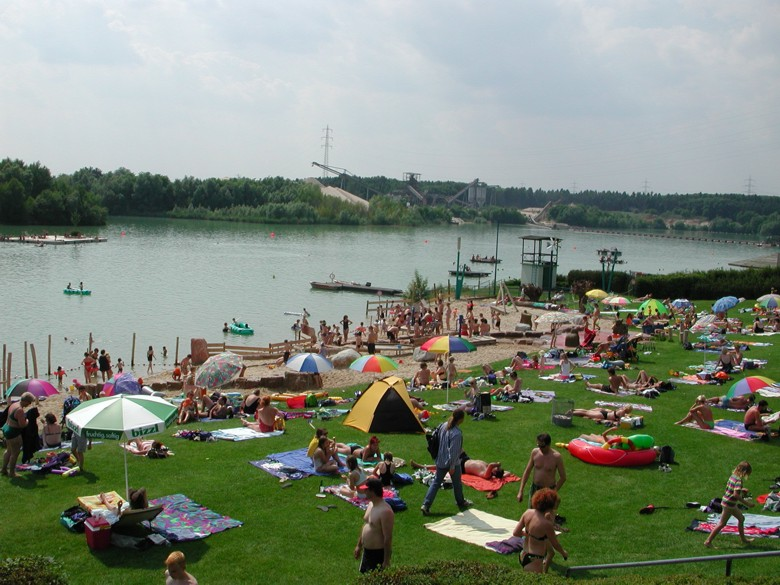
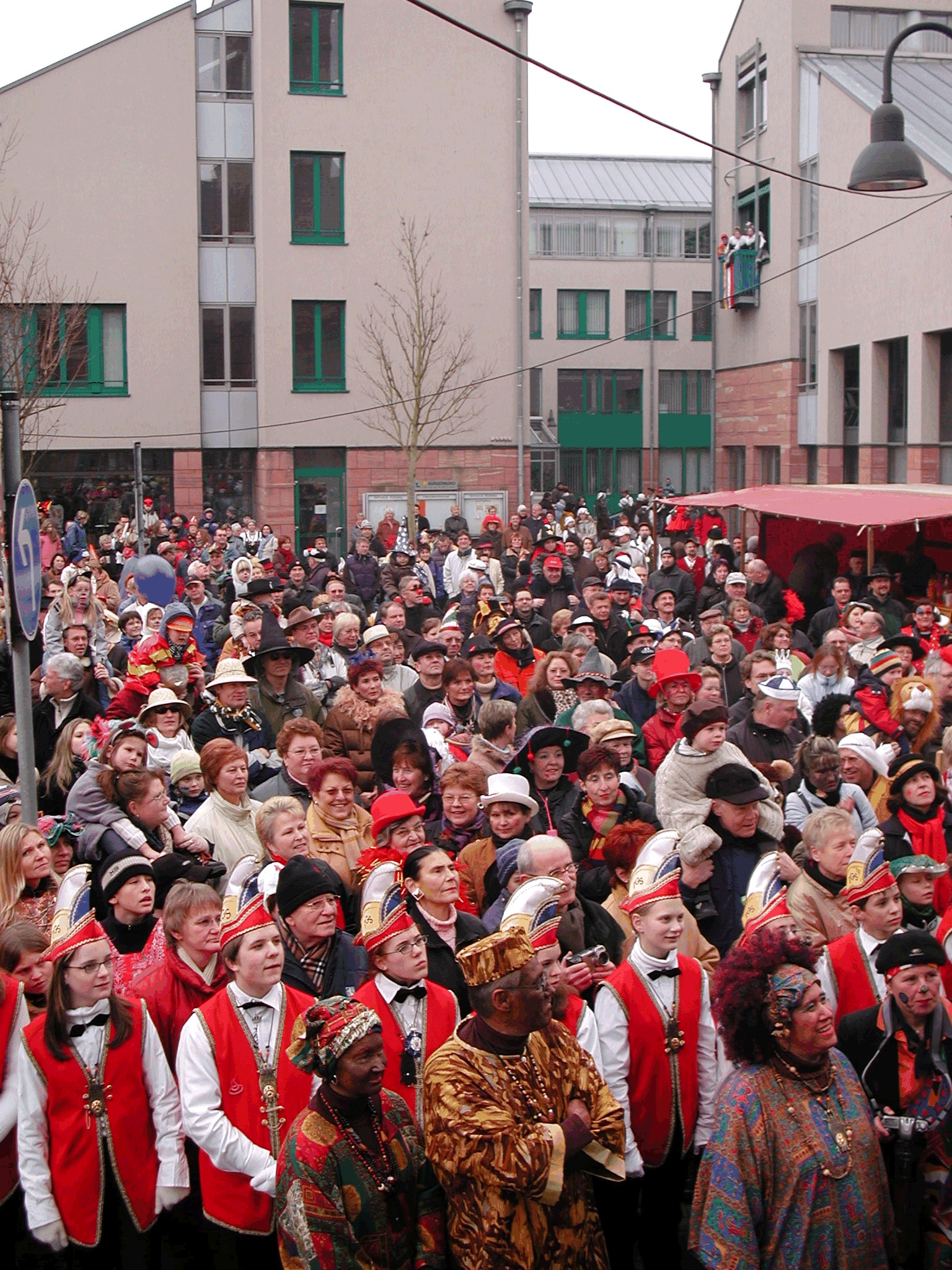
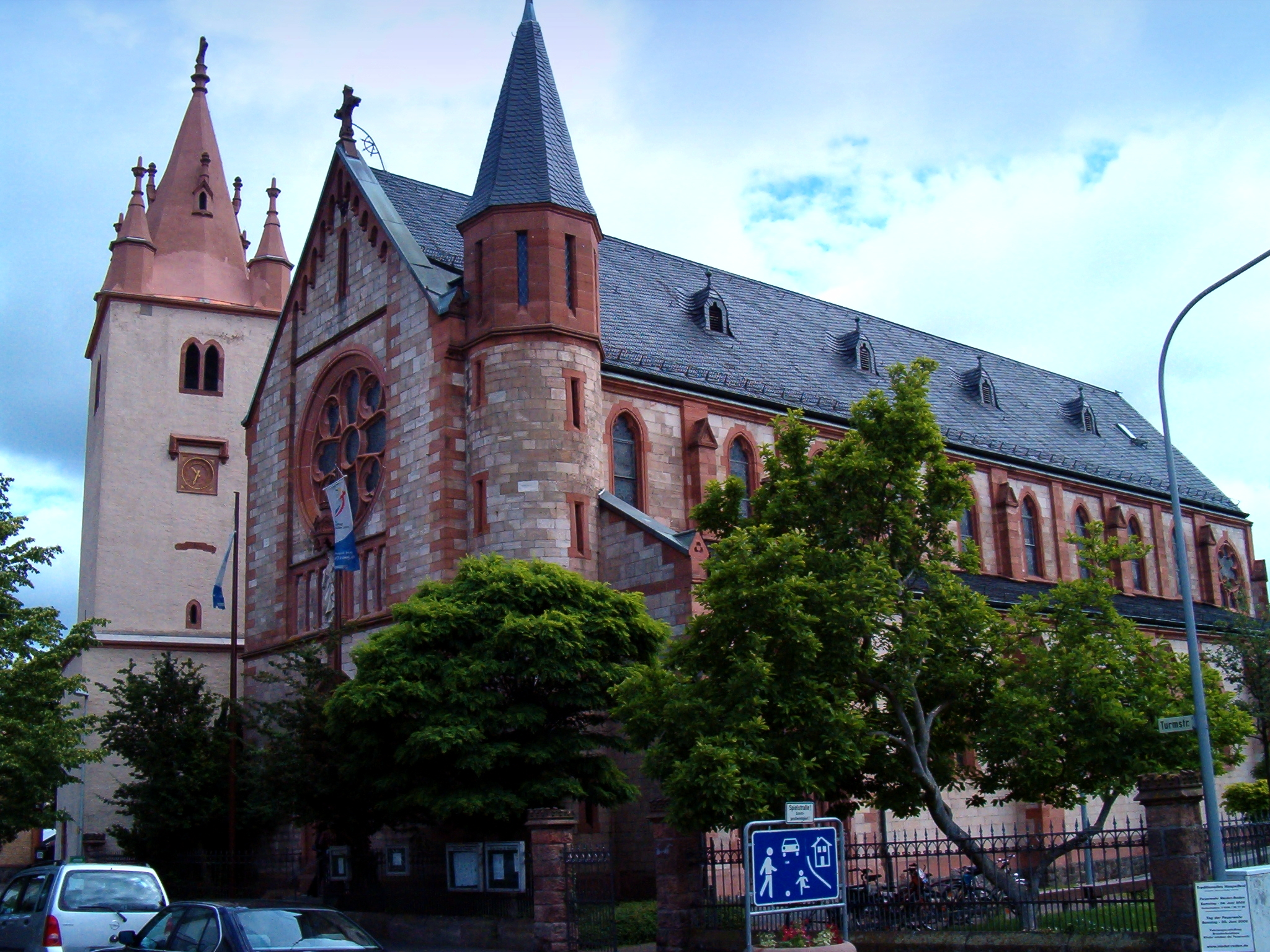
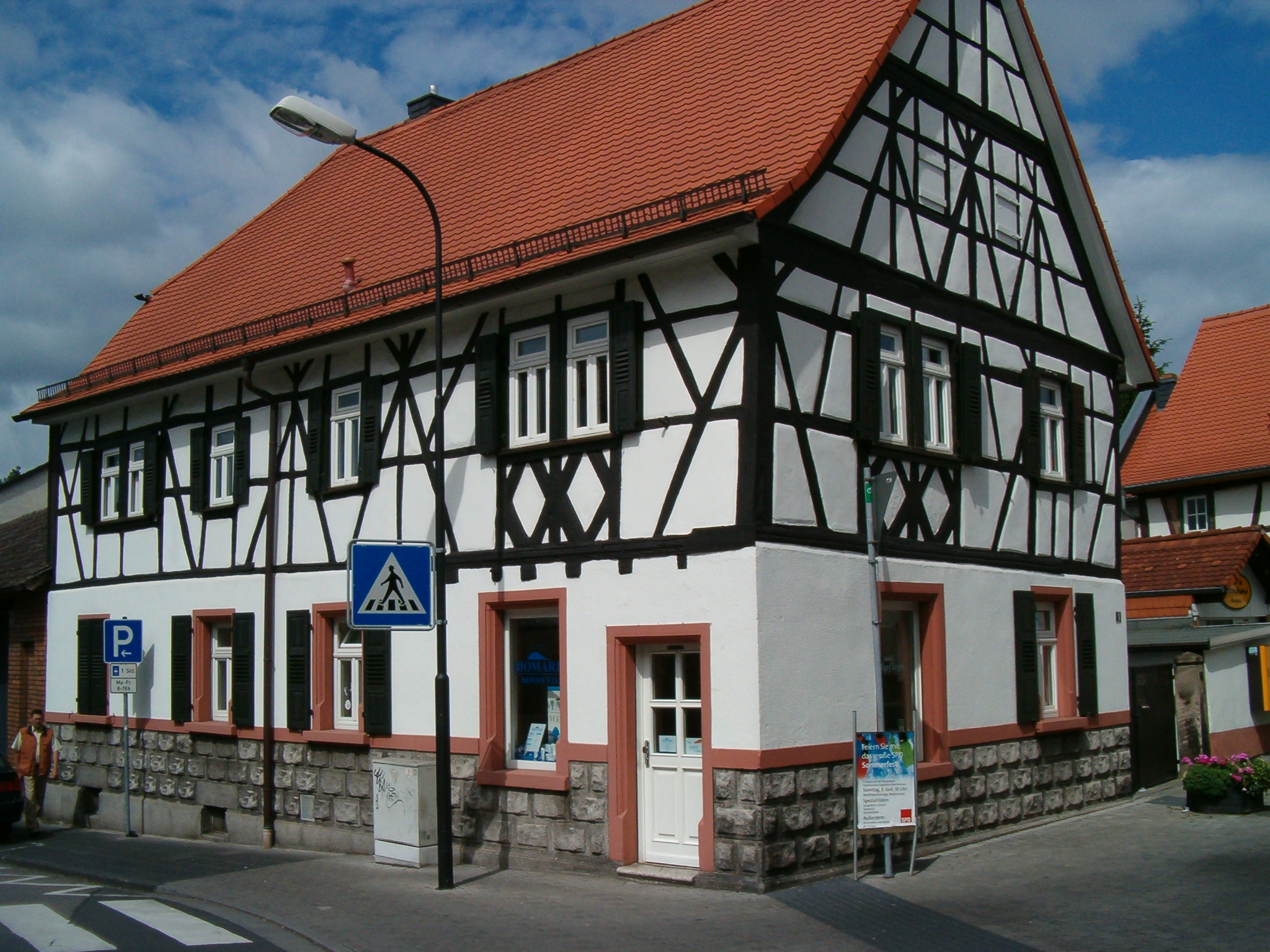
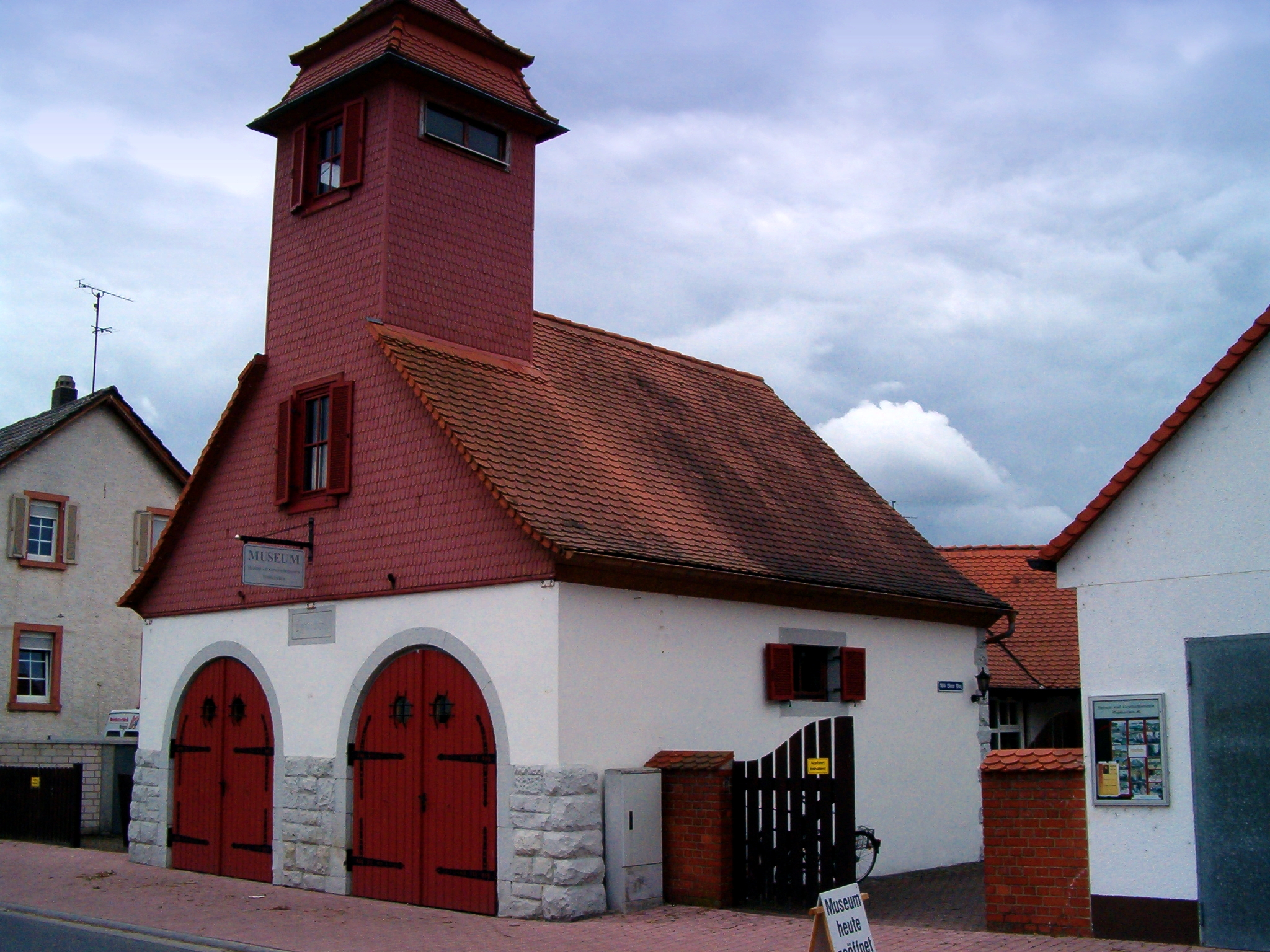
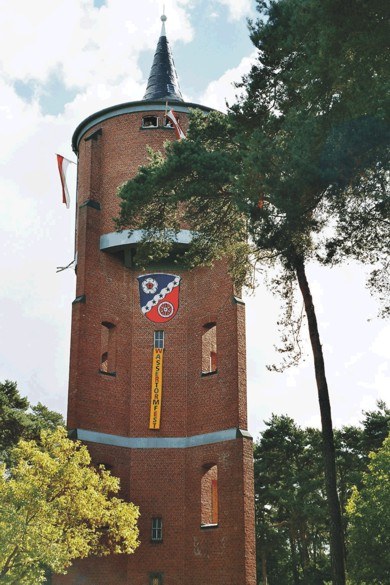
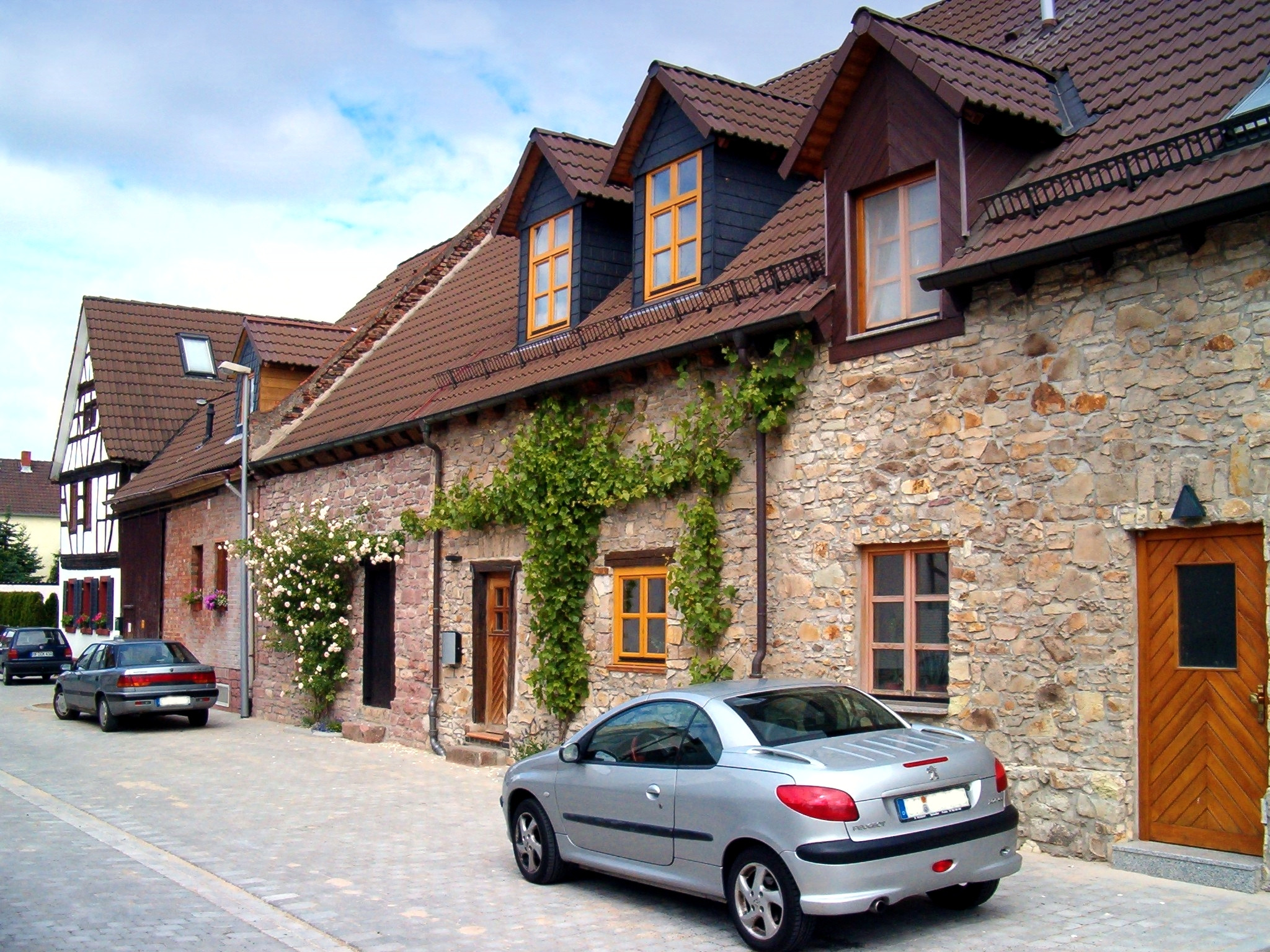
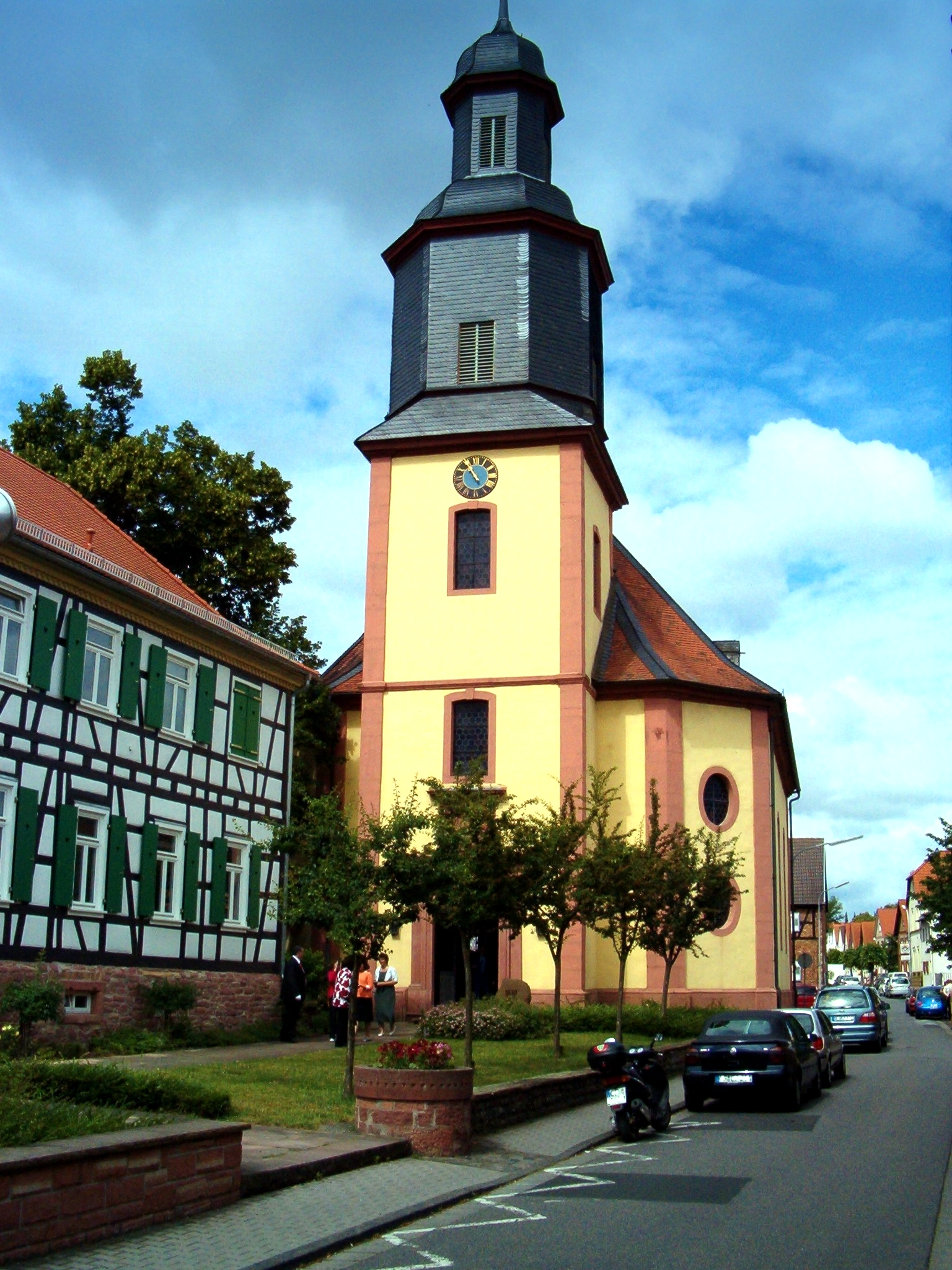